# Сушно (Польша)
Сушно (пол. Suszno) — деревня в Влодавском повете Люблинского воеводства Польши. Входит в состав гмины Влодава. Находится примерно в 4 км к северу от центра города Влодава. По данным переписи 2011 года, в деревне проживало 1053 человека.

## История
В  1385-1730 годах Сушно входило в состав Великого княжества Литовского. Магнатское поместье было основано в конце 18 века.
В 1975—1998 годах деревня входила в состав Хелмского воеводства.

## Население
Демографическая структура по состоянию на 31 марта 2011 года:
|         | Всего | До трудоспособного возраста | Трудоспособного возраста | Старше трудоспособного возраста |
| ------- | ----- | --------------------------- | ------------------------ | ------------------------------- |
| Мужчины | 538   | 141                         | 369                      | 28                              |
| Женщины | 515   | 119                         | 323                      | 73                              |
| Всего   | 1053  | 260                         | 692                      | 101                             |